# James Ingall Wedgwood
James Ingall Wedgwood (* 24. Mai 1883 in London, England; † 13. März 1951 in Farnham, Surrey, England) war ein englischer Priester der Alt-Katholischen Kirche von England, Gründer und erster Erzbischof der Liberalkatholischen Kirche, Freimaurer, Rosenkreuzer und Theosoph.

## Leben

### Kindheit und Jugend
Wedgwood wurde am 24. Mai 1883 in London als zweites von vier Kindern von Alfred Allen Wedgwood (1842–1892) und Margaret Rosena Ingall (1854/55–1922) geboren, die Familie war als Inhaber der Wedgwood Porzellanmanufaktur sehr angesehen und wohlhabend. Durch Mutter und Großvater, welche esoterische Interessen hatten, kam er früh mit Spiritualismus und Theosophie in Kontakt. Ab 1888 besuchte er eine Internatsschule. Bei den in diesem Rahmen stattfindenden regelmäßigen Kirchenbesuchen, entdeckte er sein Interesse an kirchlichen Riten und spürte am eigenen Leib die psychologische Wirkung von Musik, insbesondere der Orgelmusik. In Folge reifte in ihm der Gedanke, eine kirchliche Laufbahn einzuschlagen, die ablehnende Haltung seiner Familie brachte ihn jedoch wieder davon ab. Stattdessen belegte er am Internat Musikkurse und erlernte das Orgelspiel, wobei er sich auch mit dem Bau von Orgeln beschäftigte. Nach Abschluss der Internatsschule studierte er an der Universität Nottingham Analytische Chemie, Anfang der 1900er Jahre schloss er dieses mit dem Bachelor of Science ab, wendete sich aber danach doch dem klerikalen Bereich zu. Später verlieh ihm die Sorbonne für eine Musikwissenschaftliche Arbeit den Ehrendoktor. Wedgwood heiratete nie.

### Freimaurer
Bereits 1899, Wedgwood war 16 Jahre alt, wurde er in eine Freimaurerloge nach dem Memphis-Misraïm-Ritus aufgenommen, 1915 führte er Charles Webster Leadbeater in diesen Orden ein. Ende der 1920er Jahre war er in Adyar Mitbegründer einer „unabhängigen, nicht freimaurerischen Organisation“ namens Sovereign Sanctuary of the Egyptian Rite of the Ancient Mysteries. In dieser waren u. a. die Theosophen Leadbeater, Besant, George Arundale, Rukmini Devi Arundale und Curuppumullage Jinarajadasa Mitglieder. Zum Le Droit Humain und dem Ordre Martiniste (Martinismus) hatte er zumindest ein Naheverhältnis.

### Theosoph und Rosenkreuzer
Nach einem Vortrag von Annie Besant im Jahre 1904, war er derart von der Theosophie beeindruckt, dass er 3 Tage später Mitglied der Theosophischen Gesellschaft Adyar wurde. Dies hatte seinen Ausschluss aus der Church of England, für die er seit kurzem gearbeitet hatte, zur Folge. So widmete er sich umso eifriger der Theosophie und übte von 1911 bis 1913 die Funktion des Generalsekretärs der englischen Sektion aus. 1912 gründete er zusammen mit Marie Russak und Annie Besant in London den theosophisch geprägten Order of the Temple of the Rosy Cross. Ein Rosenkreuzerorden der sich stark an den Lehren der Theosophie anlehnte, aber eigene Wege beschreiten wollte.

### Priester und Bischof der Alt-Katholischen Kirche
Anfang der 1900er Jahre, nach Beendigung seines Chemiestudiums, ging Wedgwood nach York und schloss sich der dortigen Church of England an, um später Priester derselben zu werden. Noch bevor es dazu kam, wurde er 1904, wegen seiner Zugehörigkeit zu einer Theosophischen Gesellschaft (TG), aus der Kirche ausgeschlossen, damit war seine Kirchenkarriere vorerst beendet. 1913 las er in einer Londoner Zeitung einen Artikel, der von Arnold Harris Mathew, dem Bischof der Alt-Katholischen Kirche in England, unterzeichnet war. Neugierig geworden nahm Wedgwood brieflichen Kontakt mit dem Bischof auf, der Schriftverkehr entwickelte sich überaus positiv und schließlich kam auch der Wunsch Wedgwoods zur Sprache, eine kirchliche Laufbahn einzuschlagen. Bischof Mathew signalisierte seine Zustimmung, auch spielte für ihn bzw. die Alt-Katholische Kirche eine Mitgliedschaft in einer TG keine Rolle, und schon kurz darauf folgte seiner Zusage die Verwirklichung. Nur wenige Monate nach dem ersten Kennenlernen wurde Wedgwood von Bischof Mathew Sub conditione wieder getauft, anschließend erneut gefirmt, dann mit den niederen Weihen versehen, zum Subdiakon und Diakon und am 22. Juli 1913 zum Priester geweiht. In den folgenden Jahren widmete er sich jedoch nicht den Alt-Katholischen Kirchenangelegenheiten, sondern war weiterhin hauptsächlich mit der Theosophie und Freimaurerei beschäftigt. 
Als er um 1915/16 selbst Bischof zu werden begehrte, stieß dies vorerst auf Schwierigkeiten, da Bischof Mathew inzwischen die Alt-Katholische Kirche in England für aufgelöst erklärt hatte, weil er den theosophischen Einfluss in dieser als unerwünscht ansah. Ein Ausweg fand sich in Bischof Frederick Samuel Willoughby, dieser war bereits am 28. Oktober 1914 von Mathew zum Bischof konsekriert, am 6. August 1915 aber von diesem aus der Alt-Katholischen Kirche ausgeschlossen worden. Nachdem Willoughby zuerst zu seiner Unterstützung Robert King und Rupert Gauntlett zu Bischöfen gemacht hatte, konsekrierten die drei schließlich am 13. Februar 1916 Wedgwood zum Bischof. Damit stand er in der Apostolischen Sukzession als 257. Bischof nach den Aposteln. Gerade zu dieser Zeit wiederbegründete Mathew seine Alt-Katholische Kirche neu, einige theosophische Priester und Laien blieben dieser jedoch fern und schlossen sich nun Bischof Wedgwood an, daraus entstand die Liberalkatholische Kirche. Kurz darauf reiste er nach Australien ab, um dort am 22. Juli 1916 Charles Webster Leadbeater zum Bischof von Australasien zu konsekrieren.

### Bischof der Liberalkatholischen Kirche
Bereits 1915, nach der Priesterweihe Wedgwoods, hatten er und Leadbeater über die Macht kirchlicher Riten philosophiert und nun, bei einem weiteren Treffen im Juli 1916 in Sydney, begannen sie ihre damaligen Gedanken in die Tat umzusetzen. Vorerst dachte Wedgwood in seiner Eigenschaft als Bischof daran, eine reorganisierte Form der Alt-Katholischen Kirche ins Leben zu rufen, in der auch Theosophen willkommen waren, denn Bischof Arnold Harris Mathew hatte wegen deren Zugehörigkeit seine Kirche ja vorübergehend aufgelöst. Zusammen mit Leadbeater erarbeitete er eine gänzlich neue Form der Liturgie die von Leadbeater am 6. April 1917 veröffentlicht wurde. In der Zwischenzeit war Wedgwood seit Ende 1916 zu einer Werbe-Weltreise für seine reorganisierte Form der Alt-Katholischen Kirche aufgebrochen. In den USA ergaben sich jedoch 1917 erste Schwierigkeiten, da nur wenige Jahre zuvor bereits andere, ebenfalls von Arnold Harris Mathew konsekrierte Bischöfe, mehrere Alt-Katholische Kirchen gegründet hatten. Wedgwood versuchte diese zu einem gemeinsamen Vorgehen zu bewegen, die Gespräche scheiterten jedoch. Auf einer Synode am 6. September 1918 in London einigten sich die anwesenden Priester und Bischöfe, darunter Wedgwood als Vorsitzender Bischof, auf einen neuen Namen für ihre reorganisierte Alt-Katholische Kirche und nannten diese schließlich The Liberal Catholic Church = Liberalkatholische Kirche (LKK). In den folgenden Jahren war Wedgwood viel unterwegs, er konsekrierte zahlreiche Priester und Bischöfe und eröffnete viele Zentren für die schnell wachsende LKK.

## Werke
- A comprehensive dictionary of organ stops, English and foreign, ancient and modern, practical, theoretical, historical, aesthetic, etymological, phonetic. The Vincent music company, London 1905, (online als PDF, 24 MB (Memento vom 16. März 2005 im Internet Archive)).